# Dirk van der Voort
Dirk van der Voort (Renswoude, 26 juni 1901 – Velp, 28 oktober 1971) was een Nederlandse verzetsstrijder in de Tweede Wereldoorlog. Hij gaf leiding aan een knokploeg in de Gelderse Vallei.

## Levensloop

### Vroege jaren
Van der Voort werd geboren als oudste zoon van een varkenshandelaar. Hij had nog twee jongere broers. Tijdens de Eerste Wereldoorlog werkte hij in Duitsland. Na terugkeer in Nederland werkte Van der Voort bij de staatsmijn Emma. In 1927 ging hij in Velp wonen, waar hij ging werken in een steenfabriek. Rond dezelfde tijd werd hij lid van de SDAP, in 1933 maakte hij de overstap naar de Communistische Partij Nederland. De algemene vakbond NVV werd ingeruild voor de Neutrale Bond.
In de tweede helft van de jaren dertig was Van der Voort betrokken bij de hulp aan Duitse vluchtelingen, waaronder joden. Hij vocht mee in de Spaanse Burgeroorlog aan de zijde van de communisten. De Nederlandse regering ontnam hem daarom de Nederlandse nationaliteit.

### Tweede Wereldoorlog

#### Illegale krant
Een paar weken na de Duitse inval in Nederland in mei 1940 kreeg Van der Voort via een bevriende politieman te horen dat de bezetter al navraag naar hem had gedaan. Intussen was hij ook begonnen met het verspreiden van zelfgeschreven blaadjes, waarin hij opriep tot verzet. De krant verscheen van juli 1940 tot oktober 1940 onder de naam De Tribunaal en had een oplage van een paar honderd exemplaren.
Van der Voort werd in oktober 1940 gearresteerd door de Sicherheitsdienst vanwege de verspreiding van illegale lectuur. Hij ontkende alles en werd vrijgelaten nadat hij een verklaring had ondertekend gedurende de oorlog geen verzet tegen de Duitsers te bieden. Van der Voort zag de verklaring als niet-rechtsgeldig omdat deze onder dwang was ondertekend en besloot zich er niet aan te houden. Hij ging door met de verspreiding van illegale krantjes. 

#### Knokploeg Gelderse Vallei
Van der Voort leidde daarna een zwervend bestaan. Hij dook na verloop van tijd onder in Renswoude, waar hij begon met het maken van brandbommen en handgranaten. Samen met Cornelis Koetsier stak hij een boerderij van een NSB-leider, die tussen Renswoude en Barneveld woonde, in brand. Samen met de zoons van Sander Lagerweij plaatste hij een brandbom in het gebouw van de Boerenbond in Renswoude.
Via diezelfde Sander Lagerweij kwam hij in contact met een drietal oud-militairen met wie hij een knokploeg vormde, te weten Kees van Spronsen (schuilnaam George), E. Cent (schuilnaam Jacques) en de Groninger W. Imbos (schuilnaam Joco). Andere leden die later toetraden waren de broers Ab en Adri Hommerson, de domineeszoon Wim Westra Hoekzema uit Renswoude, Dirk de Zeeuw, een zekere Lachhart en nog enkele anderen. Opmerkelijk was dat de communist Van der Voort later ook nog twee jongens uit de Gereformeerde Gemeente van Veenendaal in zijn groep kreeg: Dick Valkenburg en Jaap Budding. Een pension aan de Nieuweweg in Veenendaal werd het adres van Van der Voort en vormde de uitvalsbasis voor meerdere acties.
De eerste actie die de groep uitvoerde was een aanslag op het Veenendaalse arbeidsbureau, dat verantwoordelijk was voor de werving van Veenendaalse mannen voor tewerkstelling in Duitsland. Albert den Ouden (schuilnaam Ab de Jong) uit Amersfoort plaatste drie brandbommen, maar de werkster sloot de ramen waardoor het vuur zich maar langzaam verspreidde. Het Arbeidsbureau lag recht tegenover de brandweerkazerne, waardoor het vuur snel was geblust. Verschillende overvallen op distributiekantoren verliepen succesvoller. De knokploeg van Van der Voort pleegde overvallen in Rhenen, Renswoude, Jutphaas en tot tweemaal toe in Scherpenzeel. Ook overviel de knokploeg twee distributietransporten bij respectievelijk Terschuur en Amerongen.

#### Arrestatie; ontsnapping uit Kamp Vught
Van der Voort werd in de avond van 2 oktober 1943 gearresteerd in Epe, waar hij tijdelijk verbleef. In de ochtend was vlakbij de beruchte NSB'er Derk Jonker tijdens het melken door het verzet doodgeschoten. Bij een huiszoeking viel Van der Voort door de mand vanwege zijn vervalste persoonsbewijs. Hij werd vervolgens zwaar ondervraagd. Via de Koepelgevangenis in Arnhem en het Grootseminarie in Haaren kwam hij terecht in Vught. In februari 1944 ontsnapte hij doordat een paar leden van zijn knokploeg het prikkeldraad doorknipten.

#### Overval op de Schoonhovense courant
De Knokploeg Gelderse Vallei besloot op 14 april 1944 om  de Schoonhovense Courant te overvallen. Op de tweede pagina van de krant werd een aantal verzetsartikelen geplaatst en een gedicht dat was overgenomen uit het Geuzenboek. De bezetting van de drukkerij duurde het grootste deel van de dag. De krant werd verspreid en het zestal overvallers, onder wie Van der Voort, slaagde erin op tijd te ontkomen. De bevolking van Schoonhoven moest de zes weken daarna verplicht om zes uur binnen zijn.

#### Vertrek bij de knokploeg
In de nazomer van 1944 ontstond er een conflict tussen een aantal leden van de knokploeg en Van der Voort. Van der Voort was communist en zijn opvattingen over leiderschap botsten met de opvattingen leden die van socialistische huize waren. Van der Voort werd weggestemd en vervangen door Kees van Spronsen. In zijn boek De Commandant deed Van der Voort het voorkomen dat hij vertrok omdat hij meer tijd wilde besteden aan de verspreiding van de illegale krant De Waarheid.

### Na de oorlog
Na de oorlog werkte Van der Voort voor Radio Werkend Nederland met de cabaretgroep Willie Cardonie. De verzetsman werd daarbij ernstig ziek en kreeg een oorlogspensioen. De rest van zijn leven bleef hij actief binnen de CPN. Hij was onder andere een aantal jaar gemeenteraadslid in Rheden. Verder was Van der Voort bestuurslid van voetbalclub Velpse Boys. In 1967 publiceerde hij het boek De commandant over zijn oorlogservaringen.

## Persoonlijk
Van der Voort was getrouwd en had een zoon. In Velp is het Dirk van der Voortplein naar hem vernoemd